# Temporada 1994-95 de los Orlando Magic
La temporada 1994-95 fue la sexta de los Orlando Magic en la NBA. La temporada regular acabó con 57 victorias y 25 derrotas, ocupando el primer puesto de la conferencia Este, clasificándose para los playoffs, en los que alcanzaron las Finales de la NBA, en las que cayeron ante los vigentes campeones, los Houston Rockets.

## Elecciones en elDraft
| Ronda | Puesto | Jugador         | Posición | Nacionalidad   | Universidad    |
| ----- | ------ | --------------- | -------- | -------------- | -------------- |
| 1     | 27     | Brooks Thompson | Base     | Estados Unidos | Oklahoma State |
| 2     | 31     | Rodney Dent     | Pívot    | Estados Unidos | Kentucky       |

## Temporada regular
| División Atlántico | División Atlántico | División Atlántico | División Atlántico | División Atlántico | División Atlántico | División Atlántico | División Atlántico | División Atlántico |
| Equipo             | G                  | P                  | %                  | PD                 | Casa               | Fuera              | Div                |                    |
| ------------------ | ------------------ | ------------------ | ------------------ | ------------------ | ------------------ | ------------------ | ------------------ | ------------------ |
| y-Orlando Magic    | 57                 | 25                 | .695               | —                  | 39–2               | 18–23              | 18–10              |                    |
| x-New York Knicks  | 55                 | 27                 | .671               | 2                  | 29–12              | 26–15              | 23–5               |                    |
| x-Boston Celtics   | 35                 | 47                 | .427               | 22                 | 20–21              | 15–26              | 14–14              |                    |
| Miami Heat         | 32                 | 50                 | .390               | 25                 | 22–19              | 10–31              | 9–19               |                    |
| New Jersey Nets    | 30                 | 52                 | .366               | 27                 | 20–21              | 10–31              | 13–15              |                    |
| Philadelphia 76ers | 24                 | 58                 | .293               | 33                 | 14–27              | 10–31              | 12–16              |                    |
| Washington Bullets | 21                 | 61                 | .256               | 36                 | 13–28              | 8–33               | 9–19               |                    |

## Playoffs

### Primera ronda
Orlando Magic  vs. Boston Celtics
| Fecha       | Partido                              | Ciudad  |
| ----------- | ------------------------------------ | ------- |
| 28 de abril | Orlando Magic 124, Boston Celtics 77 | Orlando |
| 30 de abril | Orlando Magic 92, Boston Celtics 99  | Orlando |
| 3 de mayo   | Boston Celtics 77, Orlando Magic 82  | Boston  |
| 5 de mayo   | Boston Celtics 92, Orlando Magic 95  | Boston  |
|             | Orlando Magic gana las series 3-1    |         |

### Semifinales de Conferencia
Orlando Magic  vs. Chicago Bulls
| Fecha      | Partido                              | Ciudad  |
| ---------- | ------------------------------------ | ------- |
| 7 de mayo  | Orlando Magic 94, Chicago Bulls 91   | Orlando |
| 10 de mayo | Orlando Magic 94, Chicago Bulls 104  | Orlando |
| 12 de mayo | Chicago Bulls 101, Orlando Magic 110 | Chicago |
| 14 de mayo | Chicago Bulls 106, Orlando Magic 95  | Chicago |
| 16 de mayo | Orlando Magic 103, Chicago Bulls 95  | Orlando |
| 18 de mayo | Chicago Bulls 102, Orlando Magic 108 | Chicago |
|            | Orlando Magic gana las series 4-2    |         |

### Finales de Conferencia
Orlando Magic  vs. Indiana Pacers
| Fecha      | Partido                               | Ciudad  |
| ---------- | ------------------------------------- | ------- |
| 23 de mayo | Orlando Magic 105, Indiana Pacers 101 | Orlando |
| 25 de mayo | Orlando Magic 119, Indiana Pacers 114 | Orlando |
| 27 de mayo | Indiana Pacers 105, Orlando Magic 100 | Indiana |
| 29 de mayo | Indiana Pacers 94, Orlando Magic 93   | Indiana |
| 31 de mayo | Orlando Magic 108, Indiana Pacers 106 | Orlando |
| 2 de junio | Indiana Pacers 123, Orlando Magic 96  | Indiana |
| 4 de junio | Orlando Magic 105, Indiana Pacers 81  | Orlando |
|            | Orlando Magic gana las series 4-3     |         |

### Finales de la NBA
Orlando Magic  vs. Houston Rockets
| Fecha       | Partido                                | Ciudad  |
| ----------- | -------------------------------------- | ------- |
| 7 de junio  | Orlando Magic 118, Houston Rockets 120 | Orlando |
| 9 de junio  | Orlando Magic 106, Houston Rockets 117 | Orlando |
| 11 de junio | Houston Rockets 106, Orlando Magic 103 | Houston |
| 14 de junio | Houston Rockets 113, Orlando Magic 101 | Houston |
|             | Houston Rockets gana las series 4-0    |         |

## Estadísticas

### Temporada regular
| Rk | Jugador           | Edad | P  | PT | MP   | TC   | TCI  | %TC  | T3  | T3I | %T3  | TL  | TLI  | %TL   | RO  | RD  | RT   | AS  | RB  | TAP | BP  | FP  | PTS  |
| -- | ----------------- | ---- | -- | -- | ---- | ---- | ---- | ---- | --- | --- | ---- | --- | ---- | ----- | --- | --- | ---- | --- | --- | --- | --- | --- | ---- |
| 1  | Anfernee Hardaway | 23   | 77 | 77 | 37.7 | 7.6  | 14.8 | .512 | 1.1 | 3.2 | .349 | 4.6 | 6.0  | .769  | 1.8 | 2.6 | 4.4  | 7.2 | 1.7 | 0.3 | 3.4 | 2.1 | 20.9 |
| 2  | Shaquille O'Neal  | 22   | 79 | 79 | 37.0 | 11.8 | 20.2 | .583 | 0.0 | 0.1 | .000 | 5.8 | 10.8 | .533  | 4.2 | 7.3 | 11.4 | 2.7 | 0.9 | 2.4 | 2.6 | 3.3 | 29.3 |
| 3  | Horace Grant      | 29   | 74 | 74 | 36.4 | 5.4  | 9.6  | .567 | 0.0 | 0.1 | .000 | 2.0 | 2.9  | .692  | 3.0 | 6.6 | 9.7  | 2.3 | 1.0 | 1.2 | 1.1 | 2.7 | 12.8 |
| 4  | Nick Anderson     | 27   | 76 | 76 | 34.1 | 5.8  | 12.1 | .476 | 2.4 | 5.7 | .415 | 1.9 | 2.7  | .704  | 1.1 | 3.3 | 4.4  | 4.1 | 1.6 | 0.3 | 1.9 | 1.6 | 15.8 |
| 5  | Donald Royal      | 28   | 70 | 68 | 26.3 | 2.9  | 6.2  | .475 | 0.0 | 0.1 | .000 | 3.2 | 4.3  | .746  | 1.2 | 2.8 | 4.0  | 2.8 | 0.6 | 0.2 | 1.8 | 2.2 | 9.1  |
| 6  | Dennis Scott      | 26   | 62 | 10 | 24.2 | 4.6  | 10.4 | .439 | 2.4 | 5.7 | .426 | 1.4 | 1.8  | .754  | 0.4 | 2.0 | 2.4  | 2.1 | 0.7 | 0.2 | 0.9 | 1.9 | 12.9 |
| 7  | Brian Shaw        | 28   | 78 | 9  | 23.5 | 2.5  | 6.3  | .389 | 0.6 | 2.4 | .261 | 0.9 | 1.2  | .737  | 0.7 | 2.4 | 3.1  | 5.2 | 0.9 | 0.2 | 2.4 | 2.4 | 6.4  |
| 8  | Anthony Bowie     | 31   | 77 | 4  | 16.4 | 2.3  | 4.8  | .480 | 0.2 | 0.5 | .300 | 0.8 | 0.9  | .836  | 0.7 | 1.1 | 1.8  | 2.1 | 0.6 | 0.3 | 1.1 | 1.8 | 5.5  |
| 9  | Anthony Avent     | 25   | 71 | 3  | 15.0 | 1.5  | 3.4  | .430 | 0.0 | 0.0 |      | 0.7 | 1.1  | .640  | 1.4 | 2.8 | 4.1  | 0.6 | 0.4 | 0.7 | 0.7 | 2.4 | 3.6  |
| 10 | Jeff Turner       | 32   | 49 | 5  | 11.8 | 1.5  | 3.6  | .410 | 0.6 | 1.5 | .360 | 0.5 | 0.6  | .897  | 0.5 | 1.5 | 2.0  | 0.8 | 0.2 | 0.1 | 0.4 | 2.1 | 4.1  |
| 11 | Tree Rollins      | 39   | 51 | 3  | 9.4  | 0.4  | 0.8  | .476 | 0.0 | 0.0 |      | 0.4 | 0.6  | .677  | 0.6 | 1.3 | 1.9  | 0.2 | 0.1 | 0.7 | 0.5 | 1.2 | 1.2  |
| 12 | Geert Hammink     | 25   | 1  | 0  | 7.0  | 1.0  | 3.0  | .333 | 0.0 | 0.0 |      | 2.0 | 2.0  | 1.000 | 0.0 | 2.0 | 2.0  | 1.0 | 0.0 | 0.0 | 0.0 | 1.0 | 4.0  |
| 13 | Brooks Thompson   | 24   | 38 | 2  | 6.5  | 1.2  | 3.0  | .395 | 0.5 | 1.5 | .310 | 0.2 | 0.3  | .667  | 0.2 | 0.4 | 0.6  | 1.1 | 0.3 | 0.1 | 0.7 | 1.2 | 3.1  |
| 14 | Darrell Armstrong | 26   | 3  | 0  | 2.7  | 1.0  | 2.7  | .375 | 0.7 | 2.0 | .333 | 0.7 | 0.7  | 1.000 | 0.3 | 0.0 | 0.3  | 1.0 | 0.3 | 0.0 | 0.3 | 1.0 | 3.3  |
| 15 | Keith Tower       | 24   | 3  | 0  | 2.3  | 0.0  | 0.7  | .000 | 0.0 | 0.0 |      | 0.3 | 0.7  | .500  | 0.3 | 0.7 | 1.0  | 0.0 | 0.0 | 0.0 | 0.3 | 0.3 | 0.3  |

### Playoffs
| Rk | Jugador           | Edad | P  | PT | MP   | TC  | TCI  | %TC  | T3  | T3I | %T3  | TL  | TLI  | %TL   | RO  | RD  | RT   | AS  | RB  | TAP | BP  | FP  | PTS  |
| -- | ----------------- | ---- | -- | -- | ---- | --- | ---- | ---- | --- | --- | ---- | --- | ---- | ----- | --- | --- | ---- | --- | --- | --- | --- | --- | ---- |
| 1  | Horace Grant      | 29   | 21 | 21 | 41.4 | 5.8 | 10.7 | .540 | 0.0 | 0.1 | .000 | 2.1 | 2.8  | .763  | 3.5 | 6.9 | 10.4 | 1.9 | 1.0 | 1.1 | 1.2 | 3.2 | 13.7 |
| 2  | Anfernee Hardaway | 23   | 21 | 21 | 40.4 | 6.9 | 14.5 | .472 | 1.9 | 4.7 | .404 | 4.0 | 5.3  | .757  | 1.4 | 2.3 | 3.8  | 7.7 | 1.9 | 0.7 | 3.5 | 3.3 | 19.6 |
| 3  | Nick Anderson     | 27   | 21 | 21 | 38.8 | 5.1 | 11.4 | .448 | 2.0 | 5.1 | .383 | 2.0 | 3.0  | .683  | 1.0 | 3.8 | 4.8  | 3.1 | 1.6 | 0.5 | 1.4 | 2.3 | 14.2 |
| 4  | Shaquille O'Neal  | 22   | 21 | 21 | 38.3 | 9.3 | 16.1 | .577 | 0.0 | 0.0 |      | 7.1 | 12.4 | .571  | 4.5 | 7.4 | 11.9 | 3.3 | 0.9 | 1.9 | 3.5 | 4.0 | 25.7 |
| 5  | Dennis Scott      | 26   | 21 | 15 | 35.5 | 5.2 | 12.6 | .413 | 2.7 | 7.2 | .371 | 1.6 | 1.9  | .850  | 0.4 | 2.6 | 3.0  | 2.1 | 1.0 | 0.2 | 1.6 | 3.0 | 14.7 |
| 6  | Brian Shaw        | 28   | 21 | 0  | 16.9 | 2.3 | 5.9  | .390 | 1.0 | 2.7 | .386 | 1.0 | 1.5  | .625  | 0.8 | 2.1 | 3.0  | 3.1 | 0.5 | 0.2 | 1.2 | 2.3 | 6.6  |
| 7  | Donald Royal      | 28   | 18 | 6  | 11.0 | 0.6 | 1.8  | .333 | 0.0 | 0.0 |      | 0.8 | 1.1  | .750  | 0.3 | 0.7 | 1.1  | 0.5 | 0.2 | 0.0 | 0.7 | 1.2 | 2.1  |
| 8  | Jeff Turner       | 32   | 18 | 0  | 9.9  | 0.9 | 2.2  | .425 | 0.6 | 1.2 | .500 | 0.2 | 0.2  | 1.000 | 0.2 | 1.2 | 1.4  | 0.6 | 0.2 | 0.2 | 0.3 | 2.4 | 2.7  |
| 9  | Anthony Bowie     | 31   | 17 | 0  | 6.9  | 1.2 | 2.5  | .500 | 0.3 | 0.4 | .714 | 0.5 | 0.5  | .889  | 0.2 | 0.5 | 0.7  | 1.1 | 0.1 | 0.1 | 0.5 | 1.4 | 3.2  |
| 10 | Tree Rollins      | 39   | 14 | 0  | 5.8  | 0.2 | 0.4  | .600 | 0.0 | 0.0 |      | 0.1 | 0.3  | .250  | 0.3 | 0.1 | 0.4  | 0.0 | 0.0 | 0.4 | 0.3 | 1.4 | 0.5  |
| 11 | Anthony Avent     | 25   | 7  | 0  | 5.7  | 0.4 | 1.0  | .429 | 0.0 | 0.1 | .000 | 0.4 | 0.6  | .750  | 0.6 | 0.6 | 1.1  | 0.0 | 0.0 | 0.1 | 0.3 | 1.6 | 1.3  |
| 12 | Brooks Thompson   | 24   | 3  | 0  | 3.7  | 1.0 | 1.3  | .750 | 1.0 | 1.3 | .750 | 1.0 | 1.3  | .750  | 0.3 | 0.3 | 0.7  | 1.0 | 0.0 | 0.3 | 0.7 | 0.3 | 4.0  |

## Galardones y récords
| Jugador          | Galardón                                                 |
| Shaquille O'Neal | 2.º Mejor quinteto de la NBA Líder de anotación All-Star |
| Penny Hardaway   | Mejor quinteto de la NBA All-Star                        |
| Horace Grant     | 2.º Mejor quinteto defensivo de la NBA                   |